# Silifke
Silifke là một huyện thuộc tỉnh Mersin, Thổ Nhĩ Kỳ. Huyện có diện tích 2572 km² và dân số thời điểm năm 2007 là 111698 người, mật độ 43 người/km².